# Mushkin
Mushkin es una empresa conocida por fabricar módulos de memoria de acceso aleatorio (RAM) para computadoras de escritorio y portátiles. Localizada en Englewood, Colorado, Estados Unidos, Mushkin provee productos para computadoras en distintos segmentos de mercado y usuarios de todo el mundo. Sus clientes incluyen gamers e industria profesional. Afirmando proveer a empresas como Apple Inc. y la NASA.
Los productos de Mushkin incluyen fuentes de alimentación, y memorias RAM para computadoras personales de escritorio, servidores, y portátiles. Son también conocidos por fabricar una línea de productos como discos de estado sólido (SSD) y unidades flash USB. Sus productos de módulos de memorias están disponibles en varios tipos de categorías, desde estándar hasta extrema. Uno de sus productos de RAM más conocidos, es la serie “REDLINE” , enfocadas hacia los overclockers.

## Información corporativa

### Historia
En 1994, William Michael Mushkin fundó Mushkin, Inc. en Denver, Colorado. La compañía empezó su negocio vendiendo módulos de memoria a usuarios de Macintosh.
El 8 de diciembre del 2008, Mushkin trasladó su sede sur, a Inverness, un centro suburbano tecnología en Englewood, Colorado. La empresa quería más espacio y un edificio más adecuado para la fabricación de la luz, el montaje, la I + D, y las pruebas de componentes. El nuevo edificio tuvo un 50% más de producción, sala de un 30% más para las pruebas e I + D, y en el espacio un 40% más de oficinas.
El 11 de mayo de 2000, Ramtron International Corporation(NASDAQ: RMTR) y su subsidiaria, Enhanced Memory Systems, anunciaron un acuerdo para adquirir Mushkin a través de una fusión . El 15 de junio de 2000, Ramtron y Enhanced Memory Systems anunciaron la finalización de la fusión. Mushkin se había convertido en una subsidiaria de propiedad total de Ramtron. Pero en julio de 2005, George Stathakis, el gerente general, compró Mushkin de Ramtron y se convirtió en el nuevo propietario y presidente de Mushkin.

## Productos

### Memoria de acceso aleatorio
Mushkin RAM es una notable marca para el overclocking entre los entusiastas de PC. 

En el año 2005, La compañía lanzó un nuevo diseño de disipador para RAM que entrega un 58% de incremento de superficie y permite un incremento del flujo de aire, y conlleva a un gran incremento de la disipación del calor.
Las series de Mushkin Enhanced Redline, Blackline y Silverline son equipadas con disipadores especiales apuntando a los overclockers, entusiastas de PC y gamers. La serie Mushkin Enhanced Essential apuntan a usuarios causales.
| Modelo del rango            | Serie del modelo  |
| --------------------------- | ----------------- |
| Performance Enhanced Memory | Redline Series    |
| Performance Enhanced Memory | Blackline Series  |
| Performance Enhanced Memory | Silverline Series |
| Performance Enhanced Memory | Proline Series    |
| Standard Memory             | Essentials Series |